# Zonnemaire
Zonnemaire (seeländisch Sunnemere) ist ein Dorf im Nordosten der Gemeinde Schouwen-Duiveland in der niederländischen Provinz Zeeland.
Der Name geht zurück auf Sonnemare, das Wasser zwischen den früheren Inseln Bommenede und Schouwen. Bis zur Eingliederung in Brouwershaven im Jahr 1961 war das Dorf eine eigenständige Gemeinde.
Zonnemaire ist der Geburtsort von Pieter Zeeman, der 1902 gemeinsam mit Hendrik Lorentz den Nobelpreis für Physik für die Entdeckung des nach ihm benannten Zeeman-Effekts erhielt. Ihm zu Ehren wurde in Zonnemaire eine Büste aufgestellt; ein Geschenk der Stadt Amsterdam, in der Zeeman lehrte und starb. Zudem ist eine Straße nach ihm benannt.

## Persönlichkeiten
- Leonard Ochtman (1854–1934), niederländisch-amerikanischer Maler
- Digna Sinke (* 1949), Filmregisseurin, Produzentin und Drehbuchautorin

## Bilder

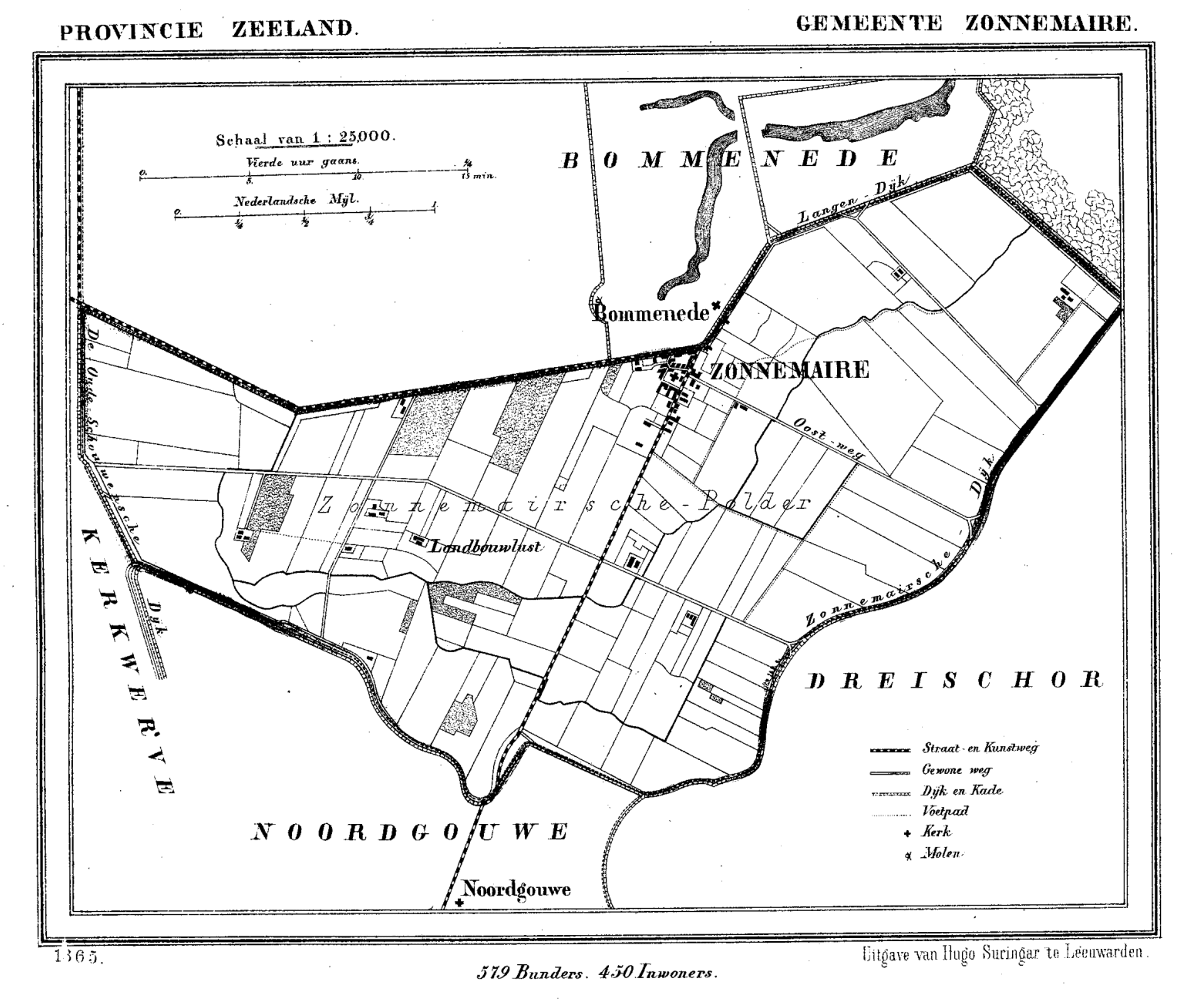
Zonnemaire (1865)
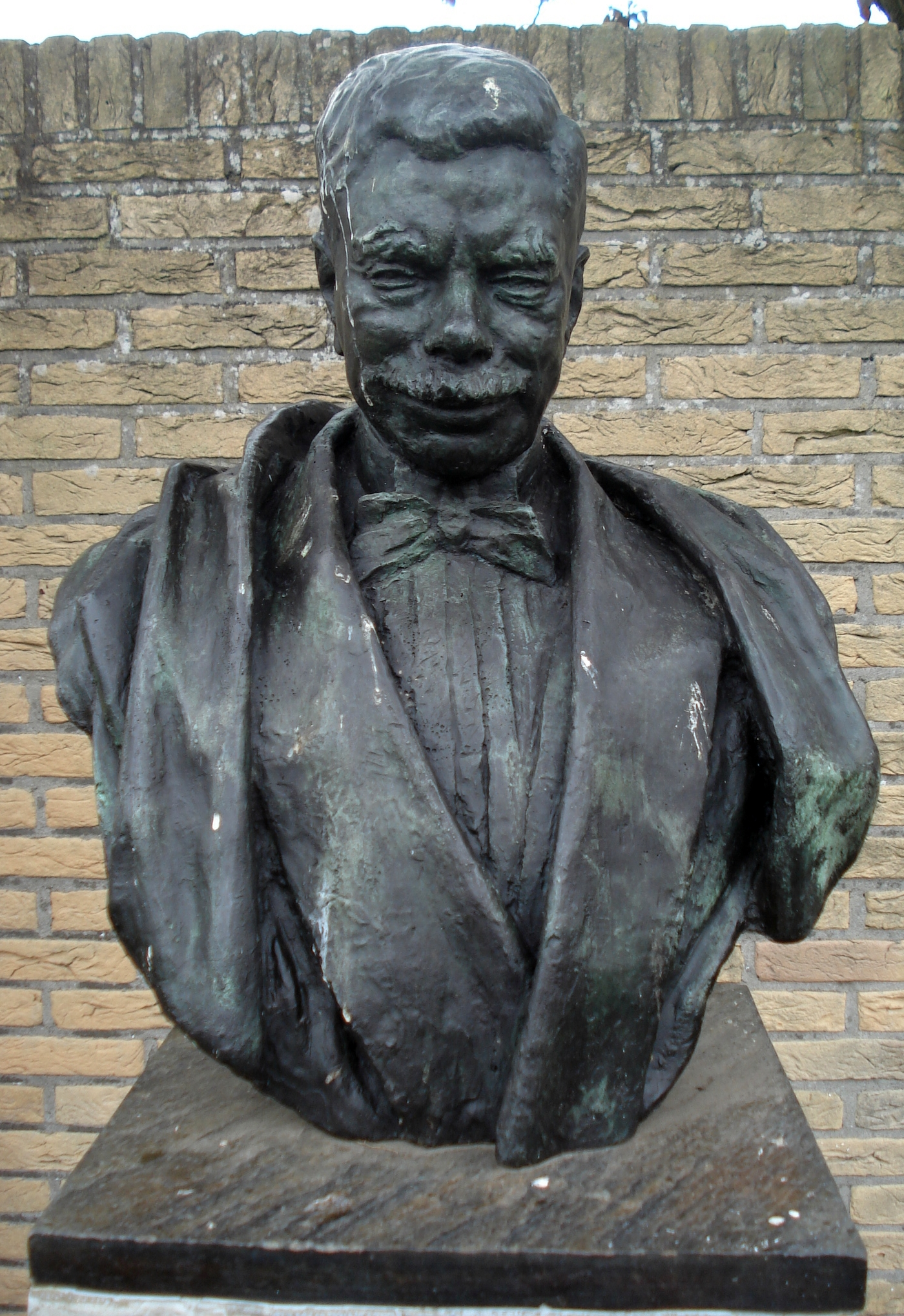
Büste Pieter Zeemans von Jobs Wertheim (1950)